# Mabire jezik
Mabire jezik (ISO 639-3: muj), danas možda izumrli afrazijski jezik istočnočadske skupine, kojim je (2001 SIL) govorilo svega tri osobe u selu Oulek u čadskoj regiji Guéra. Klasificira se uz još sedam jezika podskupini dangla-migama. Srodan je Mogumskom [mou] dijalektu jegu.
U upotrebi je čadski arapski [shu] ili kofa [kso].

## Vanjske poveznice
- Ethnologue (14th)
- Ethnologue (15th)